# 雁ヶ腹摺山
雁ヶ腹摺山（がんがはらすりやま）は、山梨県大月市にある山。標高は1,874メートル。山梨百名山の一つ。山頂から望む富士山が旧五百円札の裏側に描かれたことでも知られる。

## 概要
大菩薩嶺から続く小金沢連峰の支脈にある山の一つ。小金沢連峰と当山との鞍部である大峠は、渡り鳥であるガンがその腹をこするようにしてここを越えていったことから、雁ヶ腹摺と呼ばれた。このことから当山の名がついたと言われる。他にも大月市にはガンが山腹ぎりぎりに越えていくと称される山や峠が多くあり、笹子雁ヶ腹摺山、牛奥ノ雁ヶ腹摺山という山もある。
山頂からは富士山の展望に恵まれ、五百円紙幣の裏側に印刷されていた富士山の絵の原画となった写真は、1942年11月3日に名取久作によってこの山頂から撮影された。東南側にある姥子山と共に秀麗富嶽十二景の一つに選定されている。

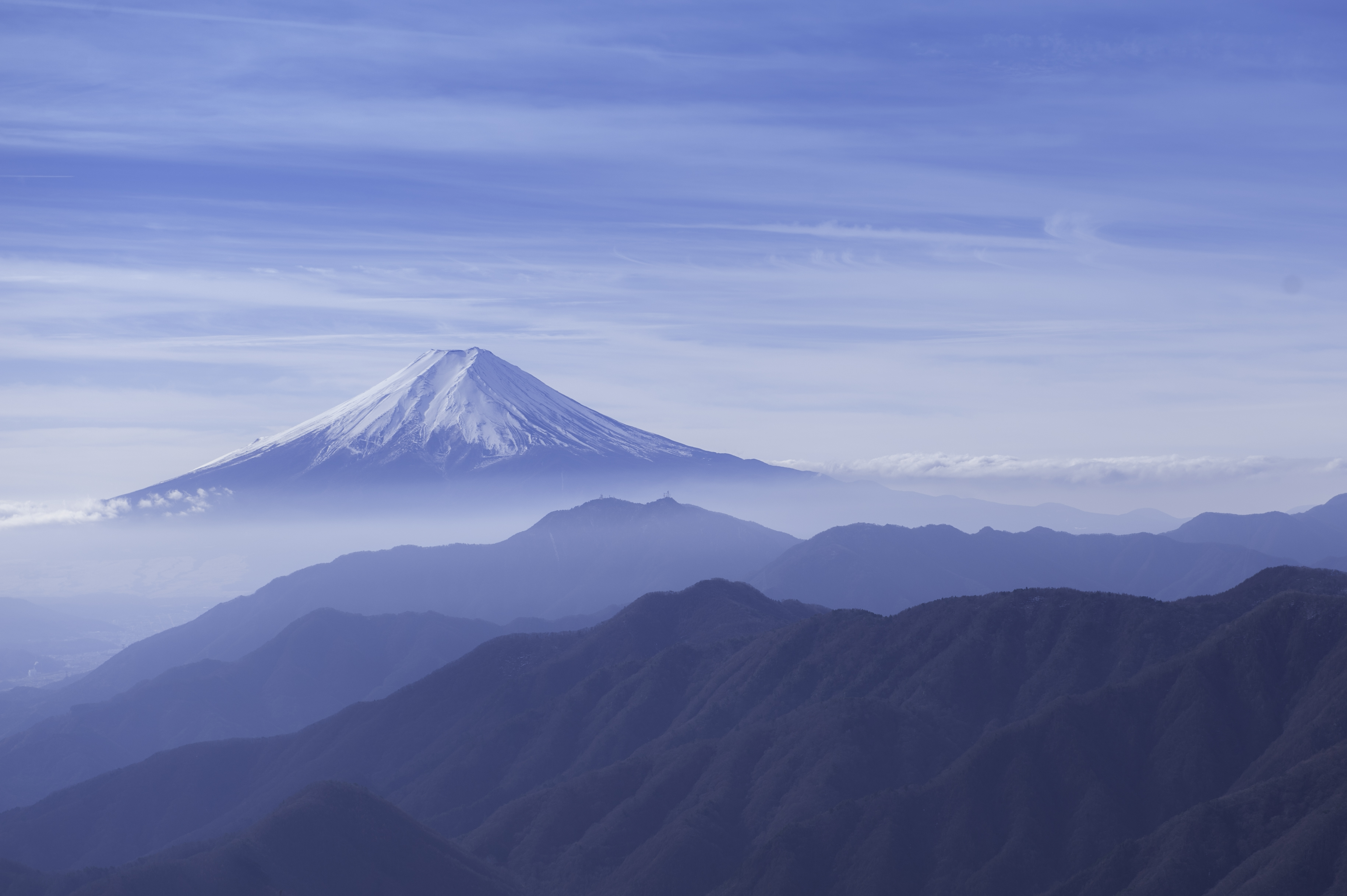
雁ヶ腹摺山から南西方向を望む

## 主な登山コース
- 真木小金沢林道の大峠まで車で行き、登山口から山頂まで1時間[1]。大峠には10台分ほどの駐車スペースがある。ただし、冬季は林道が閉鎖となる場合がある。

- 金山鉱泉から金山峠・白樺平（姥子山）を経るコース。距離は長く中級者以上向き。

## 近隣の山
- 姥子山（標高1,503メートル）[5]